# Зиговка
Зи́говка — село в Свободненском районе Амурской области России. Входит в состав Костюковского сельсовета.

## География
Село Зиговка стоит в верховьях реки Голубая (правый приток реки Зея).
Село Зиговка расположено к западу от районного центра города Свободный.
Расстояние до административного центра Костюковского сельсовета села Костюковка — 3 км (на юг).
Расстояние до города Свободный (через сёла Костюковка, Серебрянка, Новоивановка) — около 42 км.
От села Зиговка на северо-запад идёт дорога к селу Климоуцы.

## Население
| 2002 | 2010 | 2012 | 2013 | 2014 | 2015 | 2016 |
| ---- | ---- | ---- | ---- | ---- | ---- | ---- |
| 178  | ↘137 | ↗138 | ↗143 | ↘134 | →134 | ↘131 |
| 2017 | 2018 |      |      |      |      |      |
| ↘126 | ↘125 |      |      |      |      |      |

По данным переписи 1926 года по Дальневосточному краю, в населённом пункте числилось 84 хозяйства и 371 житель (189 мужчин и 182 женщины), из которых преобладающая национальность — украинцы (66 хозяйств).

## Улицы
В селе имеются две улицы: Ждановская и Проезжая.